# Edward Málaga
George Edward Málaga Trillo (Lima, 6 de junio de 1969) es un exmúsico, neurobiólogo y político peruano. Es congresista de la república por Lima para el periodo 2021-2026. Como músico fue guitarrista de Arena Hash, banda de rock de Pedro Suárez-Vértiz.

## Biografía
Nació en la ciudad de Lima, el 6 de junio de 1969. Es hijo de padre y madre médicos, quienes lo inspiraron a seguir una carrera científica. Además, estudió en el Colegio María Reina Marianistas, donde compartió aula con el fallecido músico Pedro Suárez-Vértiz, con quien colaboraría en proyectos musicales tales como en el grupo Arena Hash, antes de dedicarse completamente a su carrera como neurobiólogo.
Estudió Biología en la Universidad Peruana Cayetano Heredia (UPCH) y luego realizó su doctorado en Microbiología e Inmunología en la Escuela de Medicina de la Universidad de Miami y el Instituto Max Planck para Biología en Tubinga, Alemania. Después de estas experiencias académicas, decidió asentarse en Alemania para realizar estancias posdoctorales en Genómica Evolutiva y Neurobiología del Desarrollo en la Universidad de Constanza, en donde más adelante fue nombrado profesor asistente y luego asociado del Departamento Neurobiología del Desarrollo. 
El grupo de Málaga Trillo fue pionero en utilizar embriones de pez cebra para estudiar los mecanismos moleculares de la neurodegeneración por priones (mal de vacas locas, Creutzfeldt-Jakob en humanos, etc). El pez cebra es un novedoso modelo animal, ampliamente utilizado en la investigación biomédica para estudiar el desarrollo embrionario, así como las causas y mecanismos de enfermedades humanas.
En 2015 retornó a la Universidad Peruana Cayetano Heredia y fundó el laboratorio de Neurobiología del Desarrollo y Peces Cebra, abocado a la comprensión y cura de enfermedades neurodegenerativas. Desde 2018, es presidente de la Red Latinoamericana de Peces Cebra (LAZEN), modelo animal muy utilizado en investigación biomédica. Y, desde 2020, embajador científico del DAAD (Servicio Alemán de Intercambio Académico) en el Perú. Cargo a través del cual promueve la cooperación científica entre investigadores y estudiantes peruanos y alemanes. Desde el inicio de la pandemia del COVID-19, se involucró directamente en la lucha contra la pandemia, redireccionando su laboratorio en la UPCH a fin de implementar nuevas tecnologías para el diagnóstico molecular de la enfermedad.

## Carrera política

### Congresista de la República
A fines del año 2020, Málaga Trillo fue invitado por el Partido Morado para postular como candidato al Congreso de la República en las elecciones generales de Perú de 2021.
Realizó una campaña política basada en la frase «Sin ciencia no hay futuro», frase con la que impulsó una agenda programática basada en la ciencia, tecnología e innovación en la que se destaca a la participación e involucramiento de la comunidad científica de dentro y fuera del país como un elemento fundamental para el éxito de las políticas.
Los comicios se llevaron a cabo el 11 de abril de 2021, y Málaga fue elegido con 67 047 votos, siendo quinto congresista con mayor votación a nivel nacional. El 26 de julio de 2021, juró el cargo de congresista de la república. 
Fue promotor de la vacancia presidencial del entonces presidente, Pedro Castillo, en el año 2022, la cual terminó en la destitución y posterior arresto del entonces mandatario.